# Hampton Hill
Hampton Hill (à l'origine New Hampton) est un district du Borough londonien de Richmond upon Thames, à l'ouest de Twickenham.